# Brug 1169
Brug 1169 is een voormalig bouwkundig kunstwerk in Amsterdam-Zuidoost.
De brug werd omstreeks 1976 gebouwd in de zuidelijke expansie van deze wijk richting wat dan nog de zandbak was waar de Gaasperdammerweg op werd aangelegd. Het Gaasperparkpad, dat de wijk van noord naar zuid doorsnijdt, moest hier over een afwateringstocht behorend bij die zandbak neergelegd worden voor voetgangers en fietsers. Het bruggetje was eigenlijk net opgeleverd toen ze alweer afgesloten moest worden vanwege de aanleg van de Gaasperdammerweg, met name de kruising met de Kromwijkdreef. Het pand loopt parallel aan de dreef in de scheiding snel- en langzaam verkeer. Dat fietspad kwam onder de honingraatflat Klieverink vandaan en liep richting Nellestein. Toen de Gaasperdammerweg was opgeleverd sloot het bruggetje aan op een viaduct in de afslag en brug 143P onder de Gaasperdammerweg door.
Er volgde een rustige periode voor deze brug totdat in de jaren tien van de 21e eeuw de werkzaamheden begonnen voor de bouw van de Gaasperdammertunnel. Ze verdween uit het stadsbeeld om niet meer terug te keren, maar er gebeurde hier meer. De snelweg dook onder de grond de tunnel in, de Kromwijkdreef werd afgebogen om aan te sluiten op de Loosdrechtdreef, het Gaasperparkpad kreeg hier een onderbreking en ook de honingraatflat Klieverink (de bijbehorende torenflat bleef staan) werd gesloopt en vervangen door laagbouw. Van brug 1169 is niets meer terug te vinden.
Met sloop van de brug ging een creatie van architect Dirk Sterenberg van de Dienst der Publieke Werken verloren. Het uiterlijk van de brug bestond uit betonnen brugpijlers met als overspanning dikke houten balken, met daarop weer dikke houten balustraden en leuningen. Daarvan waren er tientallen in Amsterdam-Zuidoost. Een deel ging verloren omdat de binding-balusters en overspanning door weersomstandigheden wegrotte. Daar kreeg brug 1169 geen gelegenheid toe; de brug was al eerder gesloopt.
<<< · 1100 · 1101 · 1107 · 1008 · 1009 · 1110 · 1111 · 1119 · 1121 · 1122 · 1123 · 1124 · 1125 · 1126 · 1127 · 1128 · 1129 · 1130 · 1131 · 1132 · 1133 · 1134 · 1135 · 1139 · 1140 · 1141 · 1142 · 1143 · 1144 · 1145 · 1146 · 1148 · 1149 · 1150 · 1151 · 1152 · 1153 · 1154 · 1155 · 1156 · 1157 · 1159 · 1162 · 1163 · 1164 · 1165 · 1167 · 1170 · 1171 · 1172 · 1173 · 1174 · 1175 · 1176 · 1177 · 1179 · 1180 · 1181 · 1182 · 1183 · 1184 · 1186 · 1187 · 1188 · 1189 · 1190 · 1191 · 1192 · 1193 · 1194 · 1195 · 1196 · 1197 · 1198 · 1199 · >>>
Brugnummers 1102-1106 (gesloopt), 1112-1118 (gesloopt), 1120, 1136-1138, 1145, 1147, 1158 (onbekend), 1160, 1161, 1166, 1168, 1169, 1178 en 1185 (voetbrug Bijlmerweide bouw 1970, sloop 2015) zijn niet (meer) vergeven.